# Lachapelle-Saint-Pierre
Lachapelle-Saint-Pierre é uma comuna francesa na região administrativa de Altos da França, no departamento de Oise. Estende-se por uma área de 4,22 km². Em 2010 a comuna tinha 908 habitantes (densidade: 215,2 hab./km²).